# 덕덕통
덕덕통 (중국어 정체자: 啄啄糖, 월병: doek3 doek3 tong2) 또는 딩딩통 (중국어 정체자: 叮叮糖, 월병: ding1 ding1 tong2)은 홍콩의 전통 사탕이다. 맥아당을 주 재료로 하며, 참깨와 생강으로 맛을 낸다. 엿을 녹인 뒤 나머지 재료를 넣고 계속 저어 잘 섞고, 철제 냄비틀에 부은 뒤 기다랗게 감은 다음, 납작하게 밀어 모양을 낸 채로 딱딱하게 굳혀 만든다.
'덕' (啄)은 광둥어로 뭔가를 끌로 탁 쪼아서 잘게 부순다는 뜻이며, '통' (糖)은 설탕이란 뜻이다. 거리 노점상에서 구입할 때 실제로 납작한 끌로 탁탁 쪼아 부순 조각을 담아주기 때문에 이런 이름이 붙었다. 끌로 부수는 시끄러운 소리가 들리면 아이들이 모여 하나씩 사는 풍경이 한국의 뻥튀기를 닮았다. 오늘날 젊은층의 입맛에 맞추기 위해 코코넛, 초콜릿, 망고, 바나나, 딸기, 토란 등 다양한 맛으로 만들어지고 있으며 공장에서 생산되기도 한다.
홍콩 외 도시에서는 '딩딩탕' (叮叮糖), '당당탕' (噹噹糖)이란 이름으로도 알려져 있다.

## 같이 보기
- 용수당
- 달고나